# Душеспасительница
Икона Божией Матери «Душеспасительница», также Психосострия (от греч. Ψιχοσοςτρια — душеспасительница) — икона Богородицы местночтимо почитаемая чудотворной. Написана в Константинополе примерно в 1312—1325 годах. Относится к типу Одигитрии, восходящей, в свою очередь, к Влахернской иконе.
Икона Душеспасительница является двусторонней, на обороте изображено Благовещение Пресвятой Девы Марии. В настоящее время икона находится в Национальном музее в Охриде, в Северной Македонии.

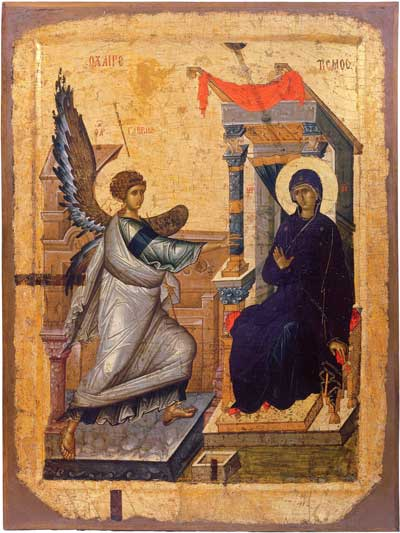
Благовещение Пресвятой Девы Марии. Оборотная сторона иконы Божией Матери Душеспасительница (Психосострия)

## Описание
Икона богато украшена искусно выполненным серебряным окладом. На оборотной стороне представлено Благовещение Пресвятой Девы Марии, в стилистическом отношении отмечающее новый этап в развитии палеологовской живописи. В композиции идеально сочетаются классические основы и высокая духовность. Каждый из элементов живописи подчинён решению общей задачи.
На иконе имеются чеканные изображения полуфигур святых и орнаменты, также присутствуют греческие надписи. На стороне с Богоматерью — надпись «Богоматерь Психосострия».

## История
Икона Психосострии вместе с другой иконой, с изображениями Христа Психосостера (Душеспасителя) и Распятия, написаны в Константинополе около 1312—1325 годов.
В честь образа Богородицы Психосострия был назван древнейший византийский монастырь, расположенный около Константинополя рядом со Студийским монастырем. 
Иконы были присланы императором Андроником II в дар архиепископу Охрида Григорию, который вложил их обе в кафедральный собор Святой Софии в Охриде. Иконы изначально были задуманы как парные.
После захвата турками Византии и превращения охридского собора в мечеть иконы были перенесены в церковь Богородицы Перивлепты в Охриде. В настоящее время икона находится в Национальном музее в Охриде, в Северной Македонии